# Conquista d'Oeste
Conquista D'Oeste este un oraș în Mato Grosso (MT), Brazilia.